# 29. kongres Občanské demokratické strany
29. kongres Občanské demokratické strany se konal 18. ledna 2020 v kongresovém centru O2 Universum v Praze.

## Dobové souvislosti a témata kongresu

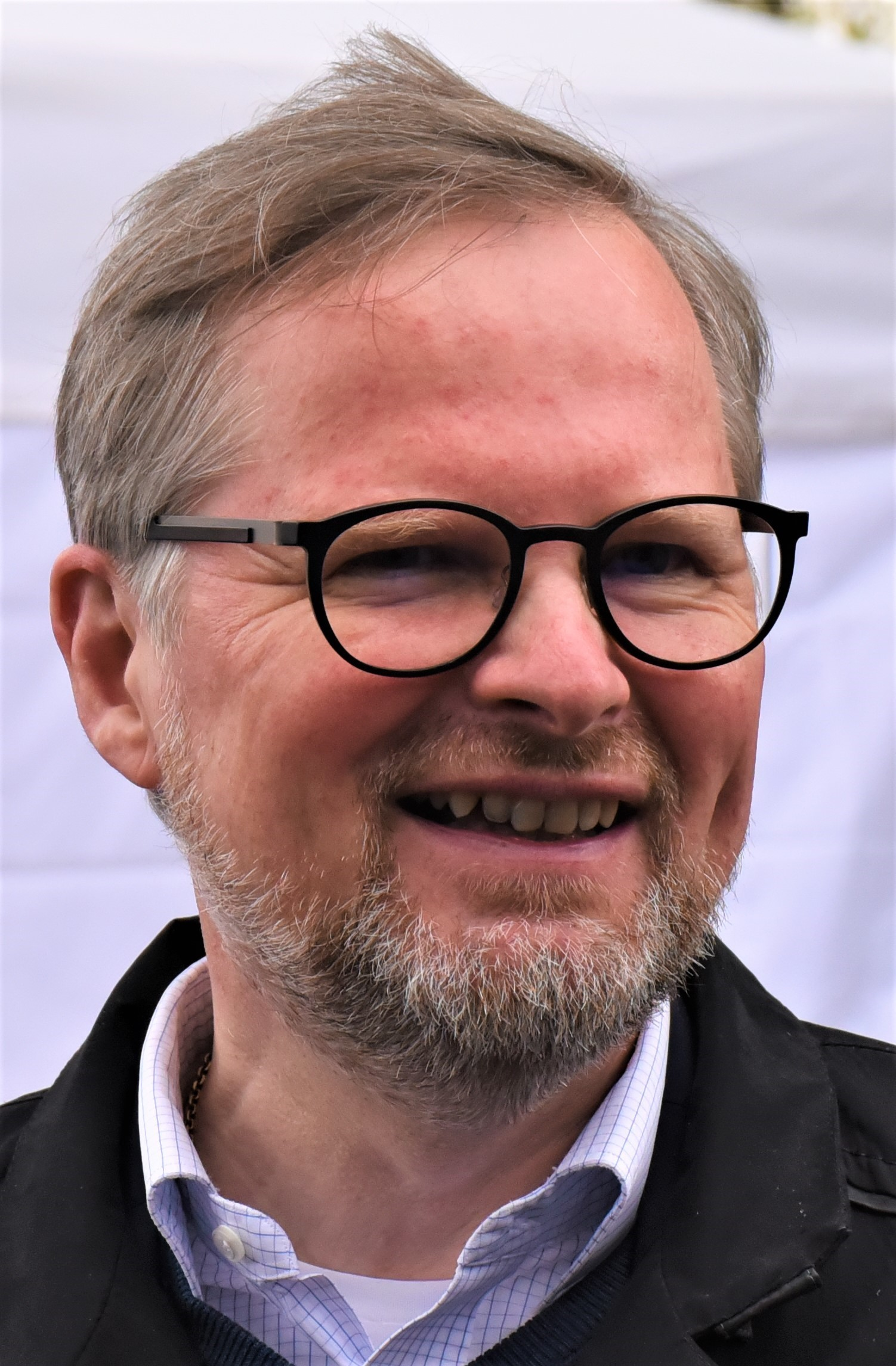
Znovuzvolený předseda ODS Petr Fiala

Kongres se konal v situaci, kdy se ODS už více než šest let nepodílela na české vládě. Předseda Petr Fiala, který se rozhodl svůj post obhajovat, nastínil vizi posílení v Senátu a návrat do vedení krajů po volbách naplánovaných na říjen roku 2020 a návrat do Vlády České republiky po sněmovních volbách v říjnu 2021. „Přeji si, aby ODS znovu převzala odpovědnost všude, kde to bude možné", uvedl doslova. 
Mottem celého kongresu bylo „Pro zemi, která vítězí". Pro kongres si ODS zvolila sál, s kapacitou 4,5 tisíc lidí. „Sejde se nás tady totiž víc, než kolik mají některé jiné politické strany členů,“ glosoval Petr Fiala. Krom politiků ODS na sjezdu promluvil například tehdejší předseda KDU-ČSL Marek Výborný, předsedkyně TOP 09 Markéta Pekarová Adamová a předseda hnutí STAN Vít Rakušan. Tito hosté vyzvali zejména ke spolupráci před nadcházejícími krajskými a sněmovními volbami. Jeden z hlavních projevů na kongresu měl rovněž předseda Senátu a dlouholetý občanský demokrat Jaroslav Kubera, který o dva dny později nečekaně zemřel, projev na kongresu ODS tak byl jeho posledním veřejným vystoupením. 

## Průběh kongresu

Logo ODS

Komentátoři a politologové od sjezdu neočekávali žádné velké překvapení, shodovali se v tom, že ODS hodlá nechat svého předsedu Petra Fialu, aby dokončil obrodu a pokusil se dovést ODS zpět do vlády, a pokud by se mu to nepodařilo, znamenalo by to jeho politický konec až na následujícím volebním sjezdu v roce 2022. Podle očekávání tak Petr Fiala obhájil post předsedy strany. Neměl protikandidáta, získal 470 hlasů z 517 odevzdaných. Překvapení nastalo při volbě 1. místopředsedy. Jedinou kandidátkou byla dosavadní 1. místopředsedkyně, pražská politička Alexandra Udženija, nebyla však zvolena. Za příčinu odborníci označili kontroverzní návštěvu na oslavě narozenin mediálního magnáta Jaromíra Soukupa či přílišnou kritiku České pirátské strany. Na post 1. místopředsedy tak kandidoval předseda poslaneckého klubu ODS Zbyněk Stanjura, kterého doporučil Petr Fiala, pražská komunální politička Marie Kubíková a starosta Řeporyjí Pavel Novotný. Právě ten vzbudil značnou pozornost svým projevem, ve kterém vulgárně zkritizoval Andreje Babiše a nešetřil ani kritikou vlastní strany. Volbu 1. místopředsedy nakonec jasně ovládl Zbyněk Stanjura. Řadovým místopředsedou pak zůstal senátor Miloš Vystrčil, poslanec a primátor Plzně Martin Baxa a poslanec a starosta Líbeznic Martin Kupka. Evžen Tošenovský svou funkci neobhajoval, novým místopředsedou se tak stal europoslanec Alexandr Vondra, který tuto funkci již v minulosti vykonával.

## Personální složení vedení ODS po kongresu
- předseda: Petr Fiala
- 1. místopředseda: Zbyněk Stanjura
- místopředsedové: Miloš Vystrčil, Martin Kupka, Martin Baxa, Alexandr Vondra
- výkonná rada: Petr Fiala, Zbyněk Stanjura, Miloš Vystrčil, Martin Kupka, Martin Baxa, Alexandr Vondra, Zdeněk Nytra, Jan Zahradil, Stanislav Blaha, Martin Červíček, Eva Decroix, Filip Dvořák, Karel Haas, Pavel Karpíšek, Martin Kuba, Jan Mraček,[nepřesný odkaz] Dan Ramzer, Jan Skopeček, Michal Šídák, Libor Šťástka, Evžen Tošenovský, Michal Zácha[3]